# Panulirus marginatus
Panulirus marginatus är en kräftdjursart som först beskrevs av Jean René Constant Quoy och Joseph Paul Gaimard 1825.  Panulirus marginatus ingår i släktet Panulirus och familjen Palinuridae. IUCN kategoriserar arten globalt som otillräckligt studerad. Inga underarter finns listade i Catalogue of Life.